# Semonides
Semonides (Oudgrieks: Σημωνίδης) was een Grieks dichter van iambische en elegische poëzie (niet te verwarren met Simonides).
Semonides werd geboren in de 7e eeuw v.Chr. op Samos. Hij was medestichter van een kolonie op Amorgos en waarschijnlijk jongere tijdgenoot van Archilochus. Hij overleed begin 6e eeuw v.Chr.
Fragmenten van zijn poëzie zijn ons overgeleverd als citaten bij andere antieke auteurs, hij was toen al erg bekend voor zijn satirische uitlatingen over vrouwen; hij vereenzelvigde elk type vrouw met een diersoort. Zo is hij de geschiedenis ingegaan als een misogyne persoon. Hij wordt ook als een zeer pessimistische persoon gezien ten opzichte van de menselijke maatschappij.

## Naam en Leven
De naam Semonides wordt in 2 oude lexica overgeleverd, met name, de Etymologicum Genuinum en de Etymologicum Magnum- die Choeroboscus als primaire bron had.
Σιμωνίδης. ἐπὶ μὲν τοῦ ἰαμβοποιοῦ διὰ τοῦ η γράφεται, καὶ ἴσως παρὰ τὸ σῆμα ἐστί· τὸ δὲ ἐπὶ τοῦ λυρικοῦ, διὰ τοῦ ι, καὶ ἴσως παρὰ τὸ σιμὸς ἐστί. Χοιροβοσκός.
Simonides: in het geval van de iambische dichter geschreven met een èta, zoals in sèma(teken); de naam van de lyrische dichter is geschreven met een iota, zoals in simos (stompneuzig). Choeroboscus.
De auteur met wie hier een onderscheid gemaakt wordt, is de hierboven reeds vernoemde  Simonides van Ceos. Zijn naam werd in de oudheid trouwens vaak met iota geschreven, de eerste die de naam met een èta ging schrijven was Philodemus van Gadara.
Hij wordt ook in de Suda vermeld, waar gezegd wordt dat hij 490 jaar na de Trojaanse oorlog geboren werd, dat is 693 v.Chr. Ook zegt men dat hij volgens sommigen als de eerste iambische dichter aanzien wordt. Simmias van Rhodos geeft ons ook informatie, van hem komt de bewering dat hij van oorsprong van Samos was.

## Poëzie
Hij zou dus zowel elegische als iambische poëzie geschreven hebben, maar geen elegische poëzie is tot ons gekomen. Van de iambische poëzie hebben we ook enkel fragmenten, die ons wel enig inzicht geven in zijn stijl. Zoals gebruikelijk met archaïsche lyrische poëzie schrijft hij in een literair Ionisch met tevens leenwoorden van Homerus en Hesiodus. Het metrum zijn iambische trimeters.
- Bibsys: 95004579
- Biblioteca Nacional de España: XX1134595
- Bibliothèque nationale de France: cb12450235c (data)
- Catàleg d'autoritats de noms i títols de Catalunya: 981058516028506706
- CiNii: DA0576963X
- Gemeinsame Normdatei: 118796151
- International Standard Name Identifier: 0000 0000 6595 464X
- Library of Congress Control Number: n50038257
- Nationale bibliotheek van Australië: 35236987
- Nationale Bibliotheek van Israël: 987007272693505171
- Nationale en Universitaire bibliotheek Zagreb: 000348860
- Nederlandse Thesaurus van Auteursnamen: 06995805X
- Réseau des bibliothèques de Suisse occidentale: 02-A003821330
- Istituto Centrale per il Catalogo Unico: CFIV095657
- LIBRIS: 198973
- Système universitaire de documentation: 067030858
- Trove: 490109
- Virtual International Authority File: 90630343
- WorldCat: E39PCjxhgH7j3QFVp7hD9vkx6q